# Memristor

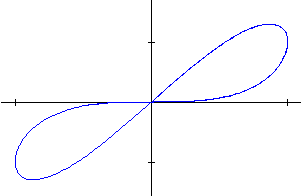
Exemple de corba d'histèresi torçada (girada en la zona negativa), Intensitat amb relació a Voltatge

Un  memristor , en teoria de circuits elèctrics, és un component passiu amb una relació Voltatge/Intensitat que descriu una corba d'histèresi torçada com la mostrada a la imatge, que indica un comportament diferent segons l'evolució precedent de la càrrega (comportament memorístic).
A mesura que la càrrega flueix en una direcció la resistència augmenta, i quan flueix en la direcció contrària la resistència disminueix.

## Funcionament
Analogia:

Simetria conceptual entre resistència, condensador, inductor, i memristor.

- És com un tub amb una reixa que, a partir d'una certa pressió, es va embussant (augmenta la resistència i baixa la intensitat del corrent) a mesura que el corrent en un sentit acumula la brutícia a la reixa fins que s'embussa del tot (a la corba d'histèresi, seria, a la part dreta, la baixada pronunciada de la intensitat). La càrrega (aquí la brutícia) creix amb el flux.
- Quan apliquem pressió en sentit contrari amb aigua neta, a partir d'un cert valor es va desembussant, incrementant ràpidament la intensitat del corrent (baixada de l'esquerra de la corba) fins a recuperar la resistència normal (part rectilínia diagonal de la corba).

El memristor es descriu a partir de la relació de les dues variables electromagnètiques no relacionades directament per components passius anteriors, el flux {\displaystyle \phi }, pres com a integral de la tensió (Voltatge) en un interval de temps, amb la càrrega, integral del corrent (Intensitat elèctrica).
Ha estat descrit com el quart element dels circuits passius, Juntament amb els tres més ben coneguts: el condensador, la resistència i l'inductor.
El nom és una paraula composta de  memory resistor  (resistència amb memòria).
Un memristor efectivament emmagatzema informació perquè el nivell de la seva resistència elèctrica canvia quan en fer circular un corrent, segons el sentit, tendeix a embussar-se o a desembussar-se. On una resistència típica proporciona un nivell estable de resistència, un memristor pot tenir o bé un nivell de resistència alt, que pot ser interpretat en un ordinador en termes de dades com un "1", o bé un nivell de resistència baix, que pot ser interpretat com un "0". Així, controlant el corrent, les dades poden ser guardades i reescrites. En un sentit, un memristor és una resistència variable que, amb la seva resistència, reflecteix la seva pròpia història segons la particular corba d'histèresi.
El memristor va ser predit i descrit el 1971 per Leon Chua, de la Universitat de Califòrnia, Berkeley, en un article que va aparèixer a l' IEEE Transactions on Circuit Theory .
Durant 37 anys, el memristor va ser un dispositiu hipotètic, sense exemples físics. L'abril de 2008, una implementació física del memristor va ser divulgada a Nature per un equip d'investigadors de HP Labs. de la multinacional Hewlett Packard

## Física
El memristor és un element en el qual el flux magnètic {\displaystyle \phi _{B}}, llegit com a integral del voltatge (doncs no s'hi genera cap camp magnètic en un memristor), és una funció de la càrrega elèctrica  q  que flueix a través del dispositiu. És a dir, {\displaystyle \phi _{B}=\phi _{B}(q)}. La taxa de canvi del flux amb càrrega.
{\displaystyle M(q)={\frac {d\phi _{B}}{dq}}}
és conegut com memristència. Això és comparable als altres tres elements de circuit fonamentals:
- Resistència {\displaystyle (R={\frac {\mathrm {V} }{\mathrm {I} }})}
- Capacitància {\displaystyle ({\frac {1}{C}}={\frac {\mathrm {d} V}{\mathrm {d} q}})}
- Inductància {\displaystyle (L={\frac {\mathrm {d} \phi _{\mathrm {B} }}{\mathrm {d} I}})}

On {\displaystyle q} és la càrrega elèctrica, {\displaystyle I} és el corrent elèctric, {\displaystyle V} és el potencial elèctric i {\displaystyle \phi _{\mathrm {B} }} és el flux magnètic.
El voltatge  V  a través d'un memristor està relacionat amb el corrent  I  pel valor instantani de la memristència:
{\displaystyle V(t)=M(q(t))I(t)\,}
Així, en qualsevol instant donat, un memristor es comporta com una resistència ordinària. No obstant això, la seva "resistència"  M (q)  depèn de la història del corrent, seguint la corba d'histèresi esmentada més amunt. Un memristor lineal (un per al qual  M  és constant) és indistingible d'una resistència lineal, amb  M = R .

## Tipus

### Cèl·lula electroquímica
El memristor va ser usat per caracteritzar el comportament de cèl·lules electroquímiques.

### Estat sòlid
L'interès en el memristor es va revifar el 2007 quan Stanley Williams de Hewlett Packard va informar d'una versió experimental d'estat sòlid. No s'ha pogut construir un dispositiu d'estat sòlid fins que ho ha fet possible el comportament inusual dels materials d'escala nanomètrica. Hewlett-Packard n'ha fet un prototip d'un circuit de fils creuats amb interruptors als encreuaments (crossbar latch) utilitzant dispositius on poden cabre 100 gigabits en un centímetre quadrat. Per comparació, les memòries flash de més alta densitat emmagatzemen 16 Gbits a la mateixa àrea. La resistència dels dispositius seria llegida amb corrent altern de manera que no afectin el valor emmagatzemat.
Samsung ha fet una sol·licitud de patent als Estats Units per a un memristor similar al descrit per Williams. Així que és qüestionable si el grup de Williams ha estat el primer autor d'aquesta estructura.

## Aplicacions potencials
Els memristors d'estat sòlid de Williams es poden combinar per formar transistors, encara que són molt més petits. També es poden utilitzar com a memòria d'estat sòlid no volàtil, que permetria una major densitat de dades que els discs durs amb temps d'accés similars a la DRAM, substituint tots dos components. A més, com que és un dispositiu analògic, només millorant el dispositiu de control del memristor, podria emmagatzemar, en el mateix espai, octets o cadenes d'octets en comptes de bits. Això ofereix un futur molt prometedor a llarg termini.
Algunes patents relacionades amb els memristors semblen incloure aplicacions de lògica programable, processament de senyals, xarxes neuronals, i sistemes de control.